# Sielsowiet Paszkawa
Sielsowiet Paszkawa (biał. Пашкаўскі сельсавет, ros. Пашковский сельсовет) – sielsowiet na Białorusi, w obwodzie mohylewskim, w rejonie mohylewskim, z siedzibą w Nowej Paszkawej. Od południa graniczy z Mohylewem.
Według spisu z 2009 sielsowiet Paszkawa zamieszkiwało 2820 osób, w tym 2589 Białorusinów (91,81%), 172 Rosjan (6,70%), 46 Ukraińców (1,63%) i 13 osób innych narodowości.

## Miejscowości
- agromiasteczko:
  - Reczki
- wsie:
  - Chatki
  - Hai
  - Harany
  - Hrybaczy
  - Łużki
  - Nawasiołki 1
  - Nawasiołki 2
  - Nowaje Paszkawa
  - Prysna 1
  - Prysna 2
  - Reczki 2
  - Safijeuka
  - Staroje Paszkawa
  - Wałoki
  - Zabałaccie
  - Zascienki
  - Żukawa